# Горно Чичево (Босна и Херцеговина)
Горно Чичево (на сръбски: Горње Чичево) е село в Босна и Херцеговина, разположено в община Требине, в ентитета на Република Сръбска. Населението му според преброяването през 2013 г. е 36 души, от тях: 35 (97,22 %) сърби и 1 (2,77 %) хърватин.

## Население
Численост на населението според преброяванията през годините:
- 1961 – 114 души
- 1971 – 95 души
- 1981 – 84 души
- 1991 – 45 души
- 2013 – 36 души